# Hell of a Life
"Hell of a Life" é uma música do artista estadunidense de hip hop Kanye West, de seu quinto álbum de estúdio, My Beautiful Dark Twisted Fantasy (2010)

## Plano de fundo
A letra provém do relacionamento de West com a modelo Amber Rose. West entrou em contato com Rose, inicialmente, em 2008 e desenvolveu um relacionamento amoroso com ela. O casal teve uma separação traumática em 2010, devido a alegações de adultério.

## Recepção
Andy Gill do The Independent mencionou a música como um destaque de My Beautiful Dark Twisted Fantasy, descrevendo-a como uma "brutal reflexão sobre o apetite sexual do West" e afirmando que a faixa continha uma "base de zumbido sintetizado" e apresentando "ornamentos minimalistas de teclado".